# 旧小西家住宅史料館

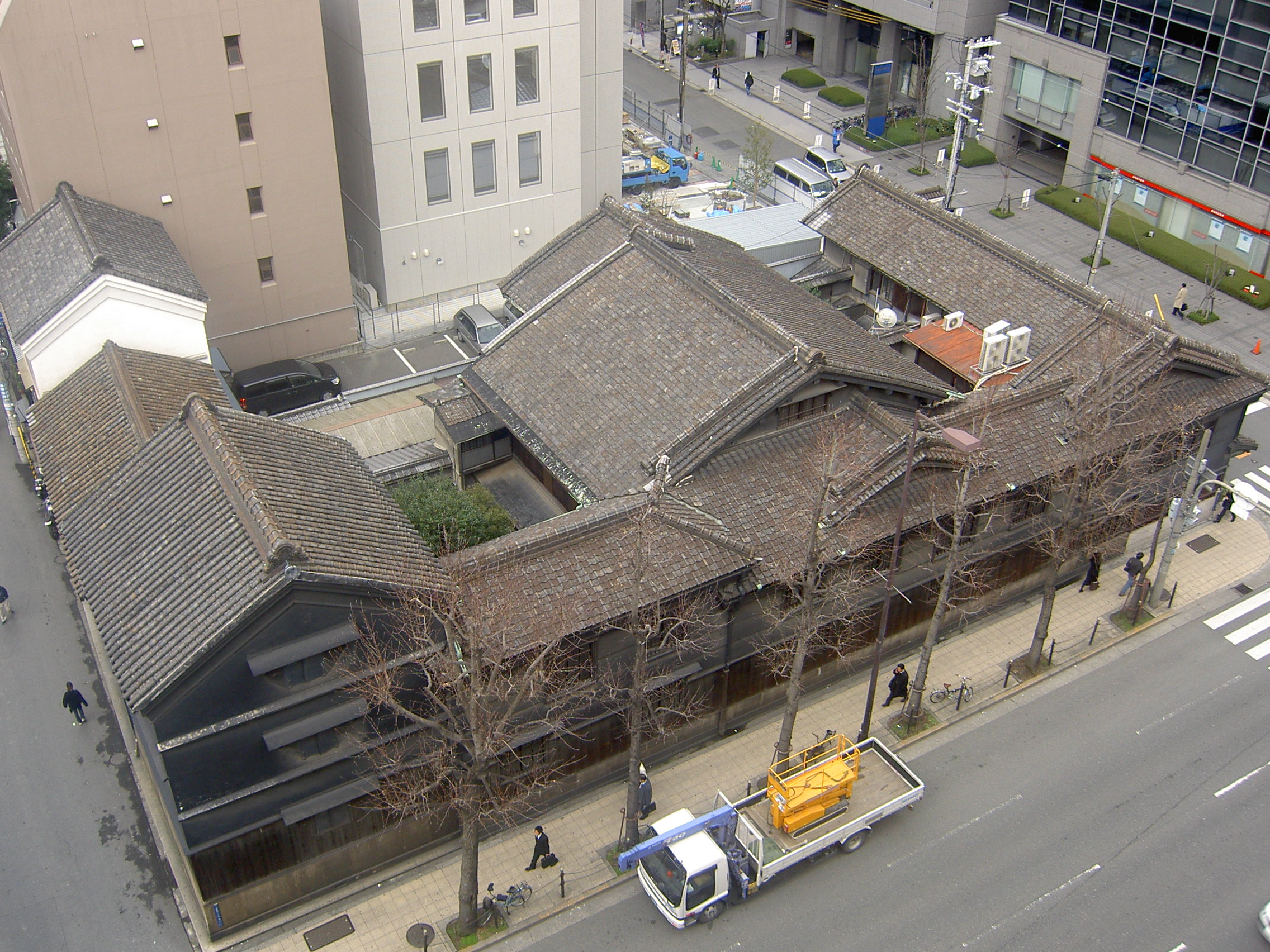
北西から俯瞰。手前の通りが堺筋、右奥が道修町通、左手前が伏見町通。伏見町通沿いに建つのが左手前の角から奥に向かって衣装蔵、二階蔵、三階蔵。それら以外が全て主屋であり道修町通に面して門口がある。

旧小西家住宅史料館（きゅうこにしけじゅうたくしりょうかん）は、大阪府大阪市中央区の船場にある企業ミュージアム、歴史的建造物。旧小西儀助商店（現・コニシ）社屋である。

## 概要
1900年代に建てられた和風の商家であり、その大部分が重要文化財に指定されている。1996年12月20日に主屋、衣装蔵、二階蔵、三階蔵が登録有形文化財に登録された。また2001年6月15日には、主屋、衣装蔵、二階蔵及び宅地が重要文化財に指定された。
長らくコニシないしその関連会社が社屋や事務所として使用してきたこともあり内部は非公開であったが、予てから一般公開を望む声があがっていたこと、2020年にコニシが創業150年を迎えることもあり、周年記念事業の目玉として1年の期間と1億円以上の費用をかけて史料館に改修、2020年より一般公開されるようになった。
かつて店舗として使用していた建物の前方が展示室となっており、映像コーナーでは企業のあゆみの紹介や、大阪市電が走った頃の風景の動画が映し出される。ほかにも、書院と仏間、苔むした中庭や高い吹き抜けのある台所も見学できる。なお、2階部分は従来通り非公開となっているが、夫人の間や子供部屋のほかに小部屋が多数あり、当時は家族や従業員、女中など50人近くが寝起きしていたと伝えられている。
入館料は無料だが見学は完全予約制であり、申し込みはウェブサイトの専用フォームでのみ受け付けている。また、見学は毎週火曜日と金曜日のみとなっている（2021年2月は金曜日のみ）。

## 歴史
1903年、小西屋（後の小西儀助商店、現コニシ）の屋敷兼社屋として約3年間の工期を経て完成した。敷地面積は約1060平方メートルにも及ぶ。南は道修町通、西は堺筋、北は伏見町通にそれぞれ面した約315坪の敷地に建設され、道修町通沿いに建つ主屋とその東側に建つ納屋、堺筋沿いには貸家、伏見町通沿いには土蔵と納屋、更に主屋の裏には湯殿が設けられた。
主屋は、表通りに面して商いを行う店棟と、その奥にある住まいを中庭で結んだ表屋造と呼ばれるものである。完成当初は主屋の一部が三階建となっており、近代大阪の町屋の特徴である土蔵造、三階建、表屋造を備えていたという。
建築当初は堺筋沿いの歩道の辺りまであったが、1911年8月、堺筋の拡張工事に伴い堺筋に面した約四間分が道路用地として収用された。「軒切り」と呼ばれたこの道路拡張により、その大部分が道路用地となった貸家はそれを機会に撤去され、主屋も西側約3間分が削り取られた。これに伴い伏見町通との角地となった場所に新しく衣装蔵が建てられた。
また1923年に起こった関東大震災を期に、地震への備えとして三階部分が撤去されたことにより、ほぼ現在の外観となった。この時に撤去された三階部分への階段は現在も残されているという。
1971年までは小西家の住宅として使われており住民がいたほか、1994年までは本社として機能し、2019年に改修に入るまでは関連会社の事務所として使われた。

## 画像

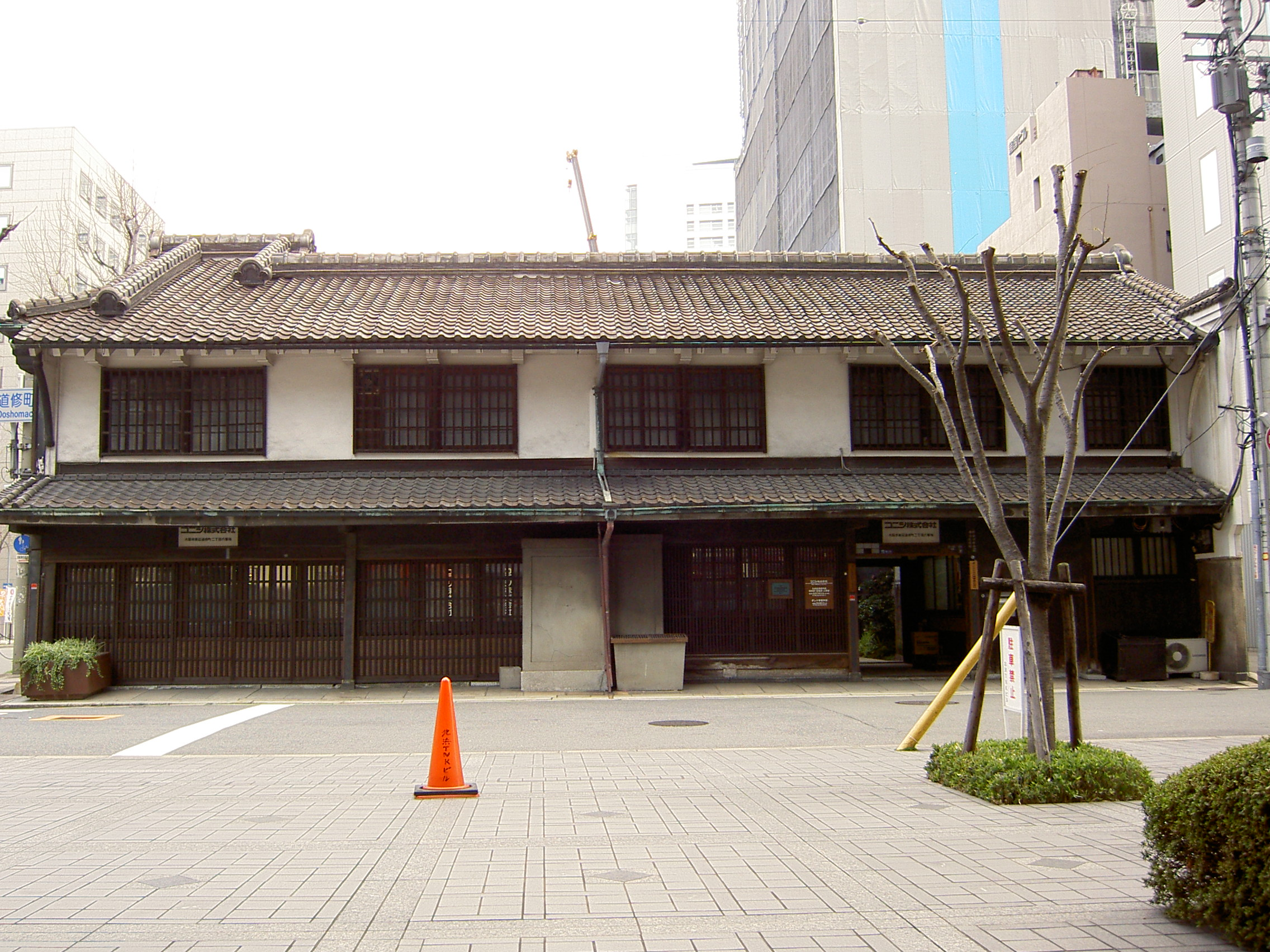
道修町通側
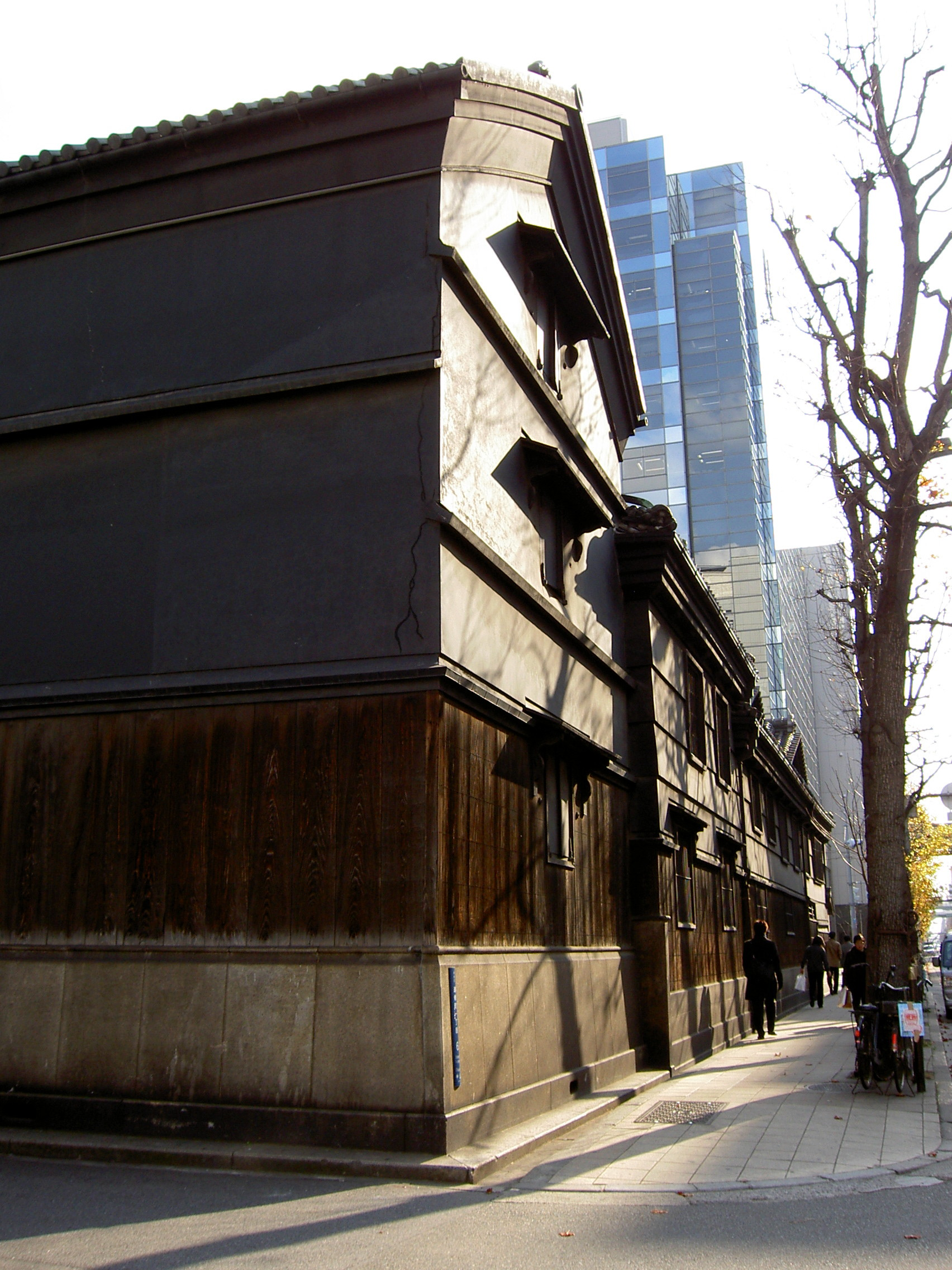
堺筋側
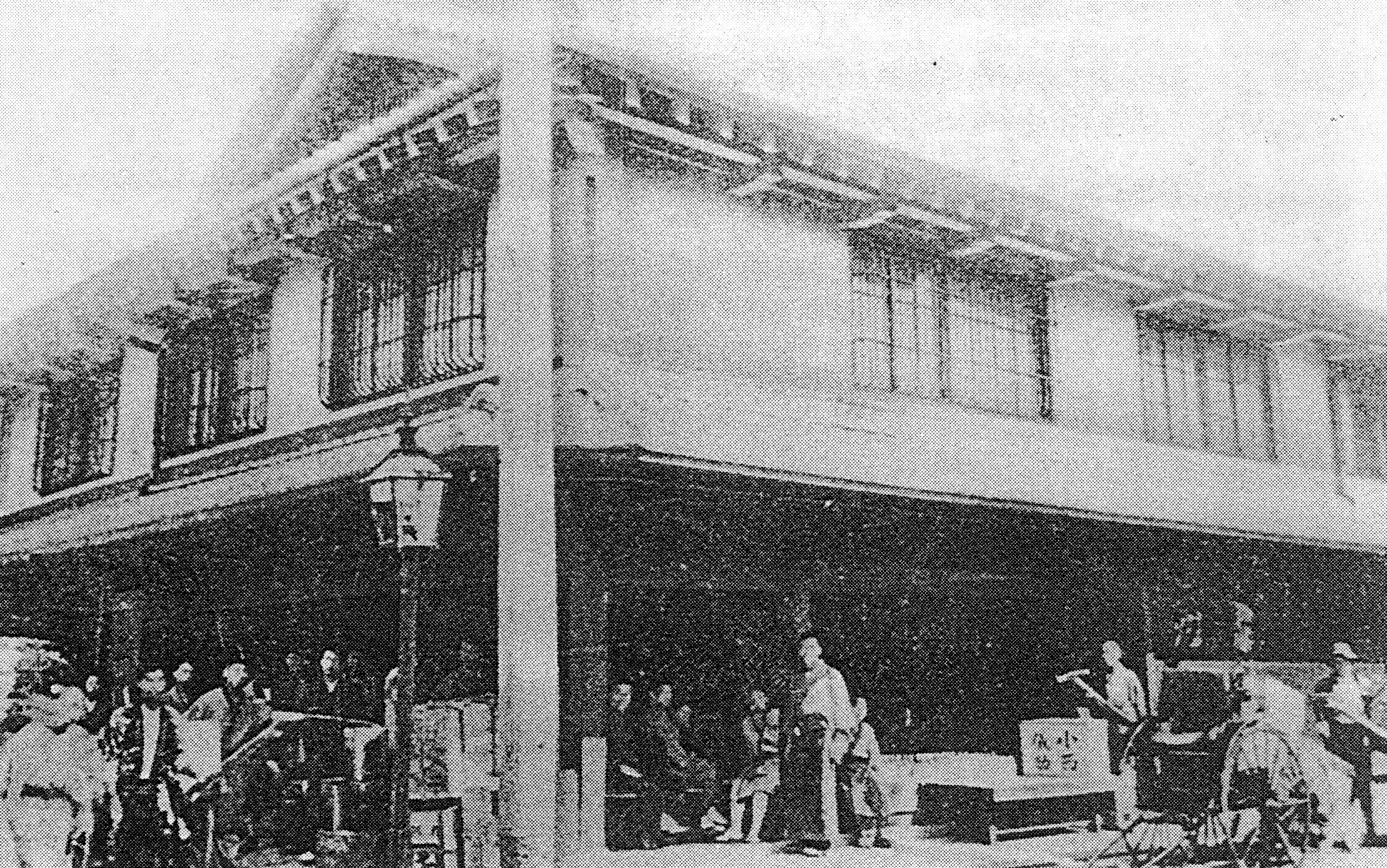
竣工当時の外観